# Генрих V (герцог Саксонии)
Генрих V Благочестивый (нем. Heinrich der Fromme; 16 марта 1473, Дрезден — 18 августа 1541, Дрезден) — герцог саксонский с 1539 года, сын Альбрехта Смелого.

## Биография
В 1521 году основал город Мариенберг в Рудных горах, так как там нашли крупные месторождения серебра.
В 1536 году, после многолетнего натиска со стороны своей жены Катарины, он принял учение Лютера. В возрасте 66 лет он принял после смерти своего католического брата Георга правление герцогством. Под его правлением протестантизм в Саксонии стал государственной религией.

## Семья
Генрих с 6 июля 1512 года был женат на Катарине Мекленбургской. У них было шестеро детей:
- Сибилла (1515—1592), замужем за герцогом Францем I Саксен-Лауэнбургским (1510—1581)
- Эмилия (1516—1591), замужем за маркграфом Георгом Бранденбург-Ансбахским (1484—1534)
- Сидония (1518—1575), замужем за герцогом Эрихом II Брауншвейг-Каленбергским (1528—1584)
- Мориц (1521—1553), курфюрст Саксонии, женат на принцессе Агнесе Гессенской (1527—1555)
- Северинус (1522—1533)
- Август (1526—1586), курфюрст Саксонии, женат на принцессе Анне Датской (1532—1585)